# Bartolomeu da Costa (engenheiro militar)

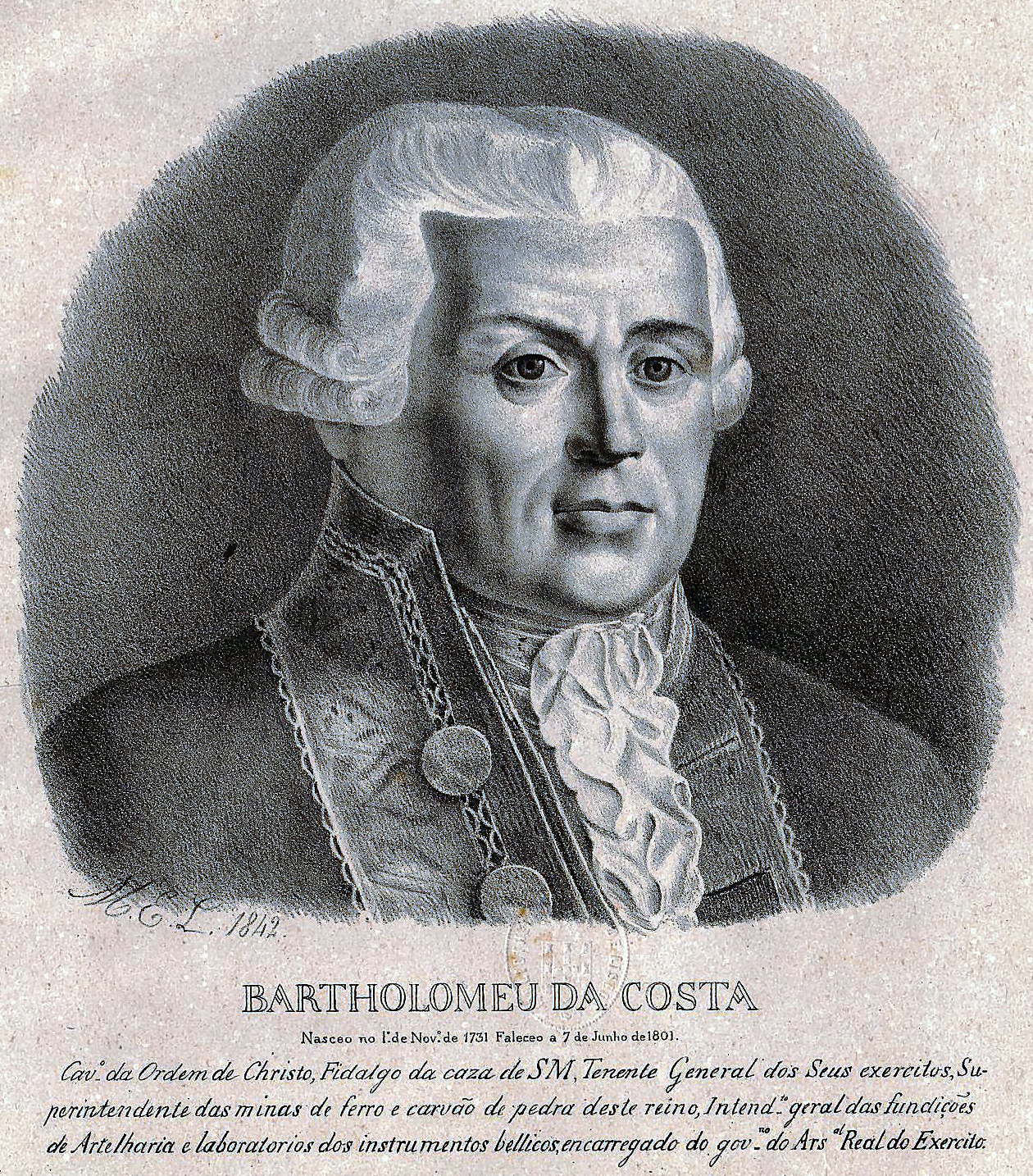
Bartolomeu da Costa, em litografia de 1842.

Bartolomeu da Costa (1 de Novembro de 1731 - 7 de Junho de 1801) foi um engenheiro militar português, talvez mais conhecido por ter sido da sua responsabilidade a fundição, a um só jacto, da estátua equestre de D. José I esculpida por Machado de Castro (sita na Praça do Comércio, em Lisboa), em 1771.
Iniciou a sua carreira militar aos 17 anos, como artilheiro e durante quatro anos serviu na Armada da Guarda Costeira. Em 1758, foi promovido a Condestável-Mor de Artilharia da Guarnição da Corte, altura em que iniciou a sua carreira em terra dedicada ao aperfeiçoamento de máquinas e desenvolvimento de procedimentos tecnológicos que se viriam a mostrar-se úteis na época do D. José I e do seu Secretário de Estado, o Marquês de Pombal. Em Janeiro de 1762 tornou-se Ajudante de Artilharia; em Julho de 1762, Capitão da Companhia de Bombeiros; em Maio de 1764, Sargento-Mor de Artilharia; em Dezembro de 1774, Tenente-Coronel de Infantaria com exercício na Artilharia; em Maio de 1789, Marechal de Campo; e em Dezembro de 1796, Tenente General.
Bartolomeu da Costa é o patrono do Serviço de Material do Exército Português.
Produziu ensaios de produção de porcelana, na fábrica do Rato, em Lisboa. Existem alguns exemplares da sua produção de medalhas brancas na Biblioteca Nacional, Museu Municipal de Porto e Academia de Ciências de Lisboa. 